# Джмільництво

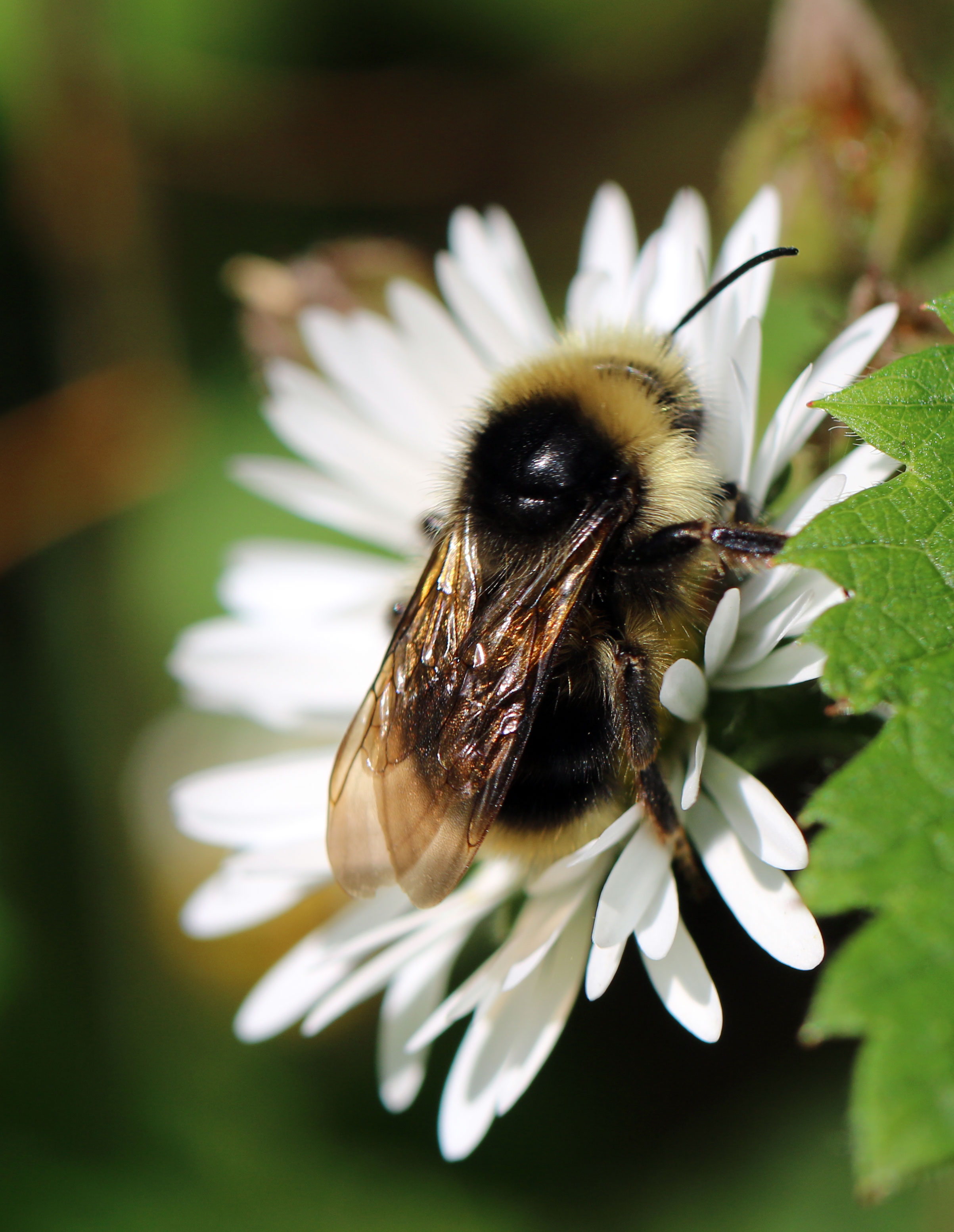

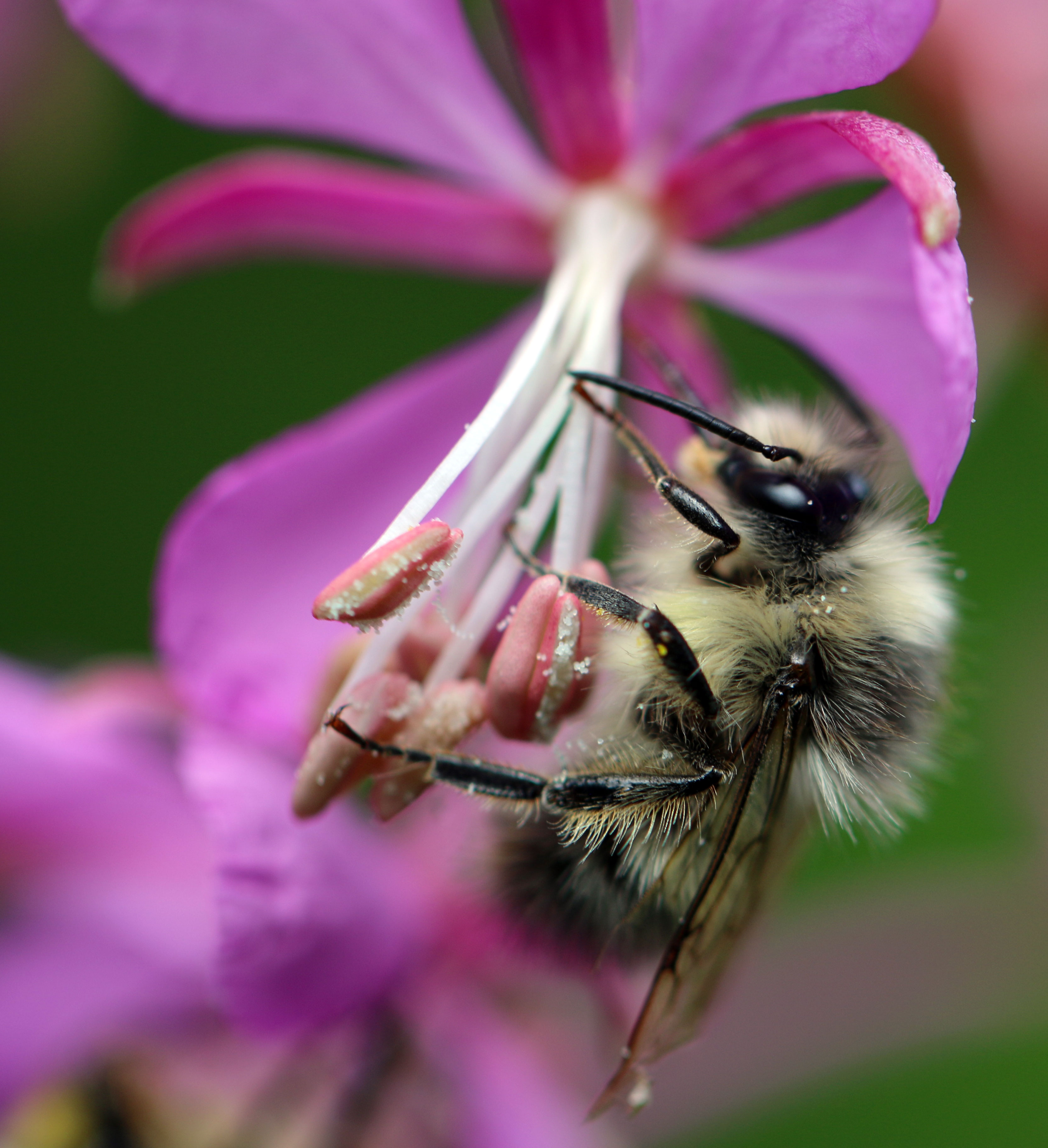

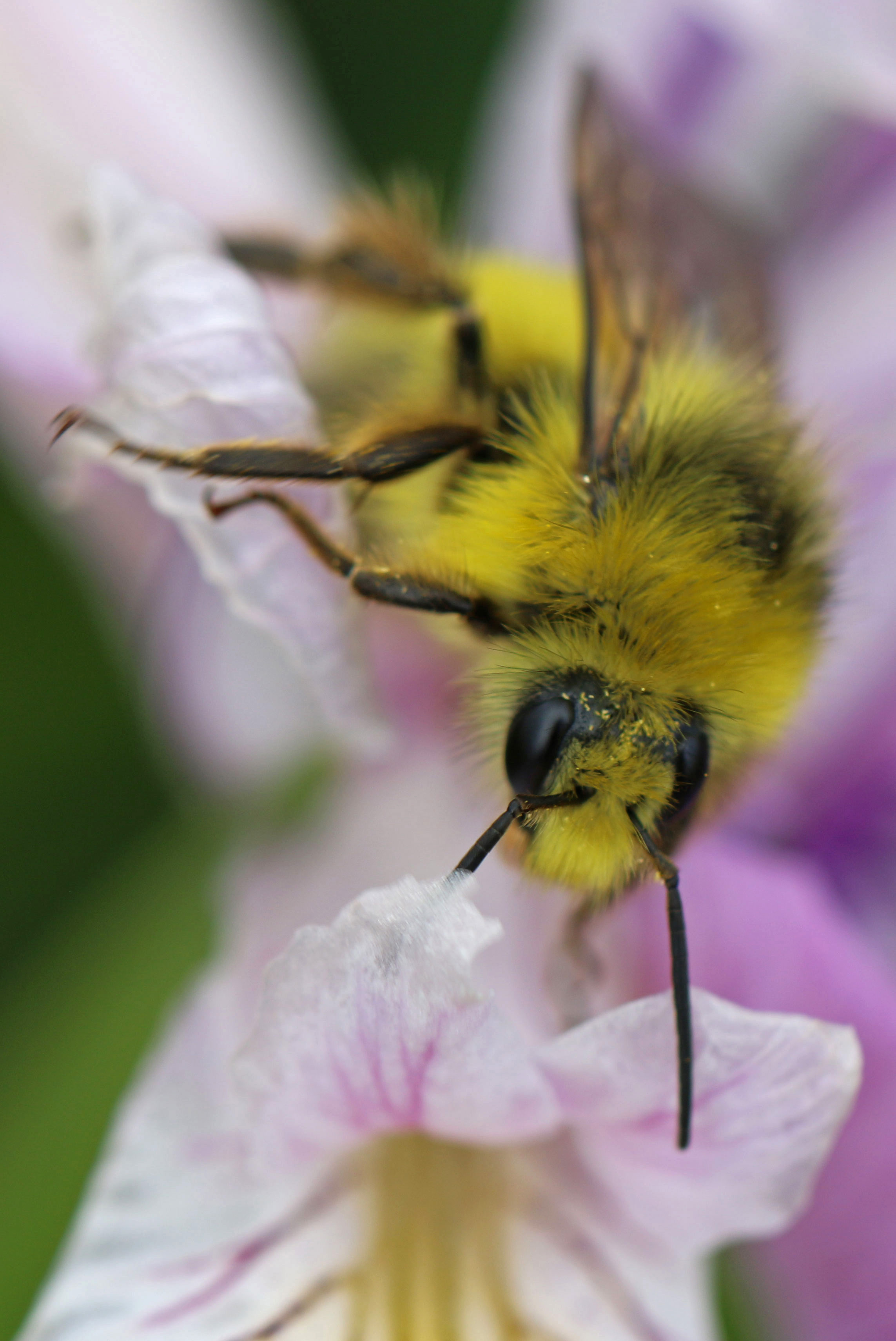

Джмільництво — галузь сільського господарства; розведення джмелів для запилення сільськогосподарських культур з метою підвищення їх врожайності, побічним продуктом може бути отримання джмелиного воску.
Джмелині хатки (бомбідарії) встановлюють на сінокісних полях для запилення конюшини. Комах використовують у теплицях для запилення томатів, стручкового перцю, баклажанів, в результаті чого господарства отримують надбавку врожаю томатів від 5% до 50%.

## Переваги над бджільництвом
Якщо бджільництво відомо людям дуже давно, то розведення джмелів — це відносно нова галузь тваринництва.
Джмелі харчуються пилком, який видобувають бджоли. А перевага джмелів у тому, що вони більш витривалі, продуктивні, мають кращий зір.
Бджоли цікавляться переважно тими квітками, де є нектар. Якщо його немає, як, наприклад, у томатів, то ця комаха просто пролетить повз. А джміль з однаковою старанністю обробляє усі квіти без винятку. Навіть вночі, коли ясно світить місяць, цей трудар не припиняє роботи.
На відміну від бджіл, джмелі кусають рідко. Зазвичай, при наближенні людини вони швиденько тікають. Якщо ж зіткнення відбулося, джмелина отрута рідко викликає алергію. Через малу агресивність джмелів вони можуть широко використовуватися на садово-дачних ділянках.

## Розведення
Вирощені для теплиць джмелі майже не відрізняються від тих, що народилися на волі. У природі матка будує глечики з воску, збирає туди нектар, а потім відкладає перші п'ять яєць. Вона самостійно вигодовує личинки сумішшю пилку з нектаром.
Десь через 20-23 дні з'являються перші молоді джмелики. Відтоді матка вже нікуди не літає, вона відкладає яйця та доглядає за розплідом, а літають тільки її діти.
До липня сім'я росте, а потім починає відгодовувати молодих маток і трутнів. Вони знаходять собі пару з іншої родини, спаровуються, а через 3-5 днів запліднені матки зариваються у землю та сплять до наступної весни.